# Stephen Mallory
Stephen Russell Mallory (ur. 1812, zm. 9 listopada 1873) – amerykański polityk i Sekretarz Marynarki Wojennej Stanów Skonfederowanych, podczas wojny secesyjnej. Uważany za jednego z najzdolniejszych współpracowników prezydenta Davisa. Był ojcem Stephena Mallory'ego Jra, kongresmena i senatora z Florydy.

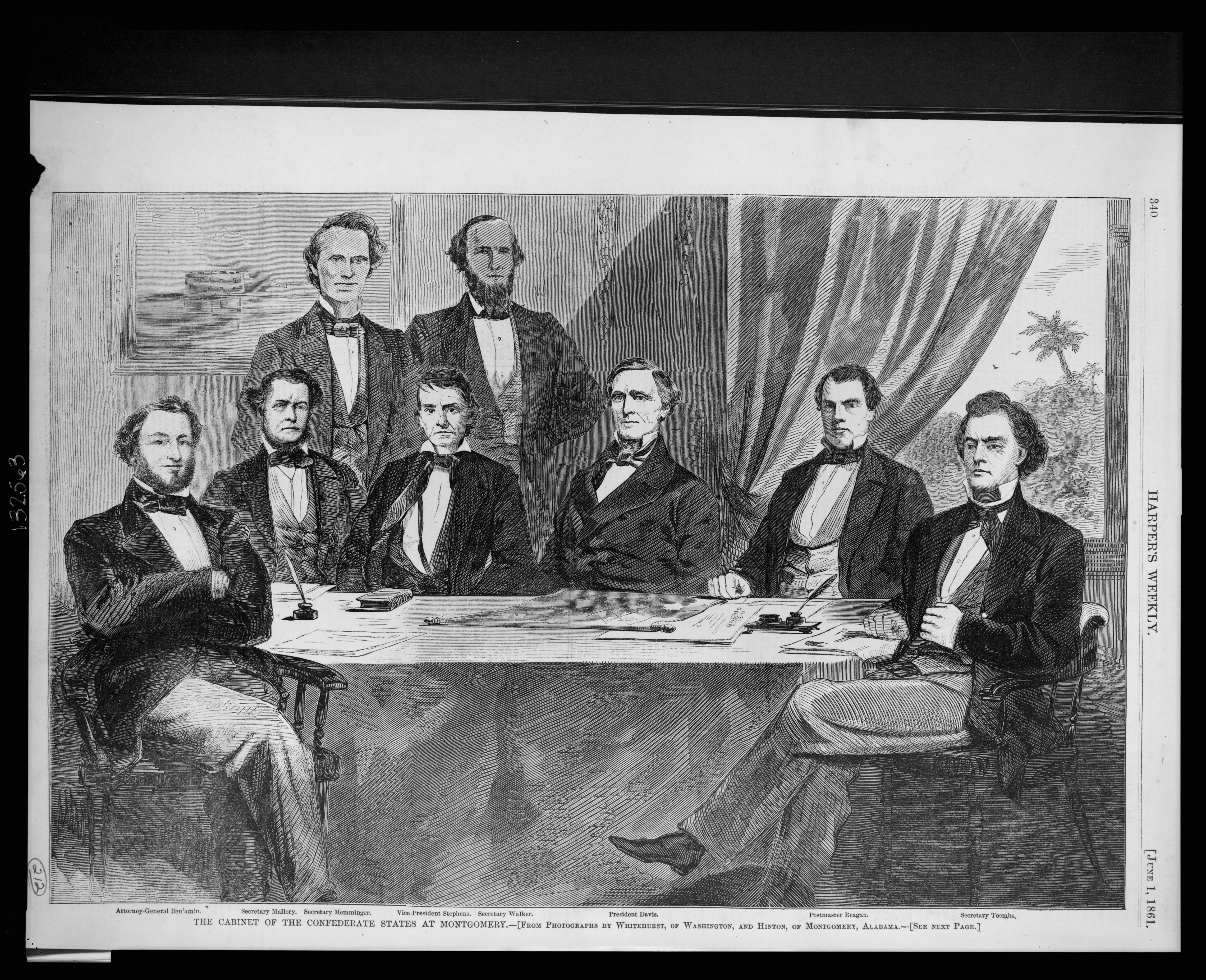
Gabinet Konfederacji (od lewej): Judah Benjamin, Stephen Mallory, Christopher Memminger, Alexander Stephens, LeRoy Pope Walker, Jefferson Davis, John Reagan oraz Robert Toombs